# Stazione di Chiusi-Chianciano Terme
La stazione di Chiusi-Chianciano Terme è una stazione ferroviaria posta sulla linea storica Firenze-Roma (LL), ubicata nel comune di Chiusi e che è posta al servizio anche di Chianciano Terme perché dista solo 12km, da cui la nomenclatura composita. È anche capolinea della Ferrovia Centrale Toscana.
La gestione degli impianti è affidata a Rete Ferroviaria Italiana società del gruppo Ferrovie dello Stato, che classifica la stazione nella categoria "Silver".

## Storia
La stazione di Chiusi risale al XIX secolo.
Il modesto fabbricato viaggiatori originario, distrutto durante la seconda guerra mondiale, venne sostituito da un edificio in stile moderno al termine del conflitto, inaugurato nel 1947.

## Caratteristiche
All'interno del territorio senese, la stazione riveste un ruolo di rilievo, sia per la sua posizione strategica di incrocio fra le due linee, sia perché è collegata con la Direttissima Firenze-Roma grazie alle interconnessioni Chiusi Nord e Chiusi Sud.
Vi fermano così tutti i treni regionali sulle direttrici Firenze-Chiusi e Firenze-Roma (la gran parte è cadenzata grazie alla progressiva introduzione del "Memorario") e vi fanno capolinea i regionali da e per Siena; in più fermano numerosi InterCity, oltre che una coppia di InterCity Notte della relazione Roma-Trieste e viceversa e una coppia di Frecciarossa della relazione Milano-Salerno e viceversa.
La stazione dispone di sette binari passanti per i convogli passeggeri, più molti altri riservati al transito merci e alla sosta dei convogli. Generalmente il primo e il secondo binario sono utilizzati come capolinea per i regionali della linea per Siena, mentre il terzo e il quarto sono impiegati per i treni a lunga percorrenza che viaggiano sulla linea lenta Firenze-Roma, mentre quelli più remoti per gli altri regionali che vi fanno capolinea.
Il fabbricato passeggeri dispone di una sala di attesa con biglietteria, edicola e pannelli informativi sui treni in arrivo e partenza, è dotata di un sottopassaggio con nuovi ascensori per accedere ai sette binari. Inoltre, adiacente al fabbricato, si trova un ampio edificio della Polizia ferroviaria.

## Servizi
La stazione dispone di:
- Biglietteria
- Accessibilità per portatori di handicap
- Capolinea autolinee
- Bar
- Sottopassaggio
- Ascensori
- Edicola
- Servizi igienici